# Арис Лимасол
Арис Лимасол (на гръцки: Άρης Λεμεσού) е кипърски футболен клуб от град Лимасол. Цветовете на отбора са зелен и бял.

## История
Арис Лимасол е един от отборите основатели на първото футболно първенство на страната. Най-големият успех на отбора е през 1989 г., когато достига финал за купата на страната, който губи от градския съперник АЕЛ с 2:3. В следващия сезон отбора подписва с наградения за най-добър играч на Европа през 1975 г. Олег Блохин, който завършва професионалната си кариера именно в Арис.

## Успехи
- Кипърска Първа Дивизия:
  -  Шампион (1): 2022/23
- Кипърска Втора Дивизия:
  -  Победител (5):1953/54, 1955/56, 1993/94, 2010/11, 2012/13
- Купа на Кипър:
  -  Финалист (1): 1988/89

## Известни бивши футболисти
- Олег Блохин

## Български футболисти
- Георги Денев: 1981/83 - (47 мача - 16 гола)
- Чавдар Цветков: 1983
- Тодор Праматаров: 2002 - (17 мача - 6 гола)
- Атанас Борносузов: 2007/08 - (9 мача - 0 гола)
- Радостин Станев: 2007/08 - (2 мача - 0 гола)
- Христо Йовов: 2008 - (14 мача - 1 гол)
- Венцислав Василев: 2010/11 - (40 мача - 0 гола)
- Димитър Петков: 2013 - (5 мача - 0 гола)
- Пламен Петров